# Even Flow
«Even Flow» es una canción del grupo Pearl Jam y el segundo sencillo promocional lanzado para el álbum Ten. La canción tiene un ritmo funk en la guitarra ejecutada por Stone Gossard, acompañada por las letras acerca de la soledad y el desamparo escritas por Eddie Vedder.
Una versión alternativa de la canción fue grabada con el baterista Dave Abbruzzese mientras la banda grababa algunas canciones para la banda sonora de la película Singles. Esta versión sería utilizada después para el video de la canción, así como para una versión especial del sencillo, lanzado en forma de CD y de disco de vinilo blanco de 12 pulgadas, solo para el Reino Unido. También esta fue la versión utilizada en el disco de grandes éxitos de la banda, Rearviewmirror: Greatest Hits 1991-2003. La versión original fue la usada en los sencillos lanzados en Estados Unidos.
Esta canción aparece en el videojuego musical "Guitar Hero III: Legends of Rock" como canción final de la cuarta parte del modo carrera

## Significado de la letra
Su título original era "The King" dentro de las demos de The Gossman Project. La letra está inspirada en la gente que duerme en la calle y vive de la limosna. Se dice que Eddie Vedder escuchó una conversación entre varias de estas personas desde el sótano donde ensayaban y decidió escribir una canción sobre eso.
Una curiosidad de esta canción es que cada vez que la tocan en vivo en medio del solo de "ruido" el vocalista siempre se cuelga de los escenarios, lo que se puede apreciar en el mismo video.

## Video musical

### Primera versión
El grupo contrató originalmente al director Rocky Schenck para grabar un video para la canción. El 31 de enero, antes de partir a Inglaterra para comenzar su gira Europea, viajaron a Los Ángeles para grabar el video. El concepto estaba basado en una idea de Stone Gossard. Schenck filmaría a Pearl Jam dentro de un zoológico. Él había hecho arreglos en una bodega abandonada, acomodando algo de vegetación y colocando luces sobre algunas jaulas y árboles. Además de filmar algunos animales, filmó a Pearl Jam individualmente y en grupo, parados al lado de la vegetación e improvisando la canción. A pesar de que la filmación les llevó horas, el grupo no estuvo satisfecho con el resultado final.
Al final, la grabación de Schenck fue considerada como una colosal perdida de tiempo y dinero por el grupo, además que tuvo como consecuencias, ya que el baterista Dave Abbruzzese resultó con lesiones severas en las muñecas. De inmediato al terminar la filmación, fue llevado a emergencias donde fue advertido de no ejercer ninguna presión sobre sus muñecas. Dave tuvo que realizar la gira europea con las manos entablilladas.

### Versión oficial
El video original fue reemplazado por una grabación en concierto, armada de varias escenas tomadas durante el concierto que realizaron el 17 de enero de 1992 en el Teatro Moore de Seattle. Se puede apreciar que las escenas usadas provienen de diferentes canciones. Josh Taft era quien estaba llevando a cabo la grabación esa noche, no por su capacidad como director, sino por su amistad con Stone. Durante el concierto, como se puede ver al inicio del video, Vedder detiene la actuación, ya que tenía la opinión de que la presencia de Taft era muy intrusiva. El enojo de Vedder llega a tal grado que le grita indignado: "This is not a TV studio, Josh. Turn those lights out, it's a fucking rock concert!" ("Esto no es un estudio de televisión, Josh. Apaga esas luces, esto es un puto concierto de rock") en un interludio que Taft dejó en su versión final, pero que MTV dejaría fuera en muchas de las versiones que transmitieron.

## Formatos y listas de canciones
Sencillo en CD (Estados Unidos, Alemania, Australia, Austria y Brasil)
1. «Even Flow» (Vedder, Gossard) – 4:54
2. «Dirty Frank» (Vedder, Gossard, Ament, McCready, Abbruzzese) – 5:32
  - No lanzada previamente
3. «Oceans» (Remix) (Vedder, Gossard, Ament) – 2:32

Sencillo en CD (Reino Unido)
1. «Even Flow» (Nueva Versión) (Vedder, Gossard) – 4:58
2. «Dirty Frank» (Vedder, Gossard, Ament, McCready, Abbruzzese) – 5:32
  - No lanzada previamente
3. «Oceans» (Remix) (Vedder, Gossard, Ament) – 2:32

Sencillo en Vinil de 7 pulgadas (Reino Unido)
1. «Even Flow» (Nueva Versión) (Vedder, Gossard) – 5:04
2. «Oceans» (Remix) (Vedder, Gossard, Ament) – 2:32

Sencillo en Vinil de 7 pulgadas (Holanda)
1. «Even Flow» (Vedder, Gossard) – 4:54
2. «Dirty Frank» (Vedder, Gossard, Ament, McCready, Abbruzzese) – 5:32
  - No lanzada previamente

Sencillo en Vinil de 12 pulgadas (Reino Unido)
1. «Even Flow» (Nueva Versión) (Vedder, Gossard) – 4:58
2. «Dirty Frank» (Vedder, Gossard, Ament, McCready, Abbruzzese) – 5:32
  - No lanzada previamente
3. «Oceans» (Remix) (Vedder, Gossard, Ament) – 2:32

Sencillo en casete (Reino Unido)
1. «Even Flow» (Nueva Versión) (Vedder, Gossard) – 5:04
2. «Oceans» (Remix) (Vedder, Gossard, Ament) – 2:32

Sencillo en Casete (Australia)
1. «Even Flow» (Vedder, Gossard) – 4:53
2. «Dirty Frank» (Vedder, Gossard, Ament, McCready, Abbruzzese) – 5:32
  - No lanzada previamente
3. «Oceans» (Remix) (Vedder, Gossard, Ament) – 2:32

## Otras versiones
El grupo musical canadiense de gypsy jazz The Lost Fingers incluyó una versión de la canción en su álbum VS, de 2020.